# Sozialverband VdK Niedersachsen-Bremen
Der Sozialverband VdK Niedersachsen-Bremen ist ein regionaler Verband des Sozialverband VdK Deutschland mit Sitz in Oldenburg. Der Verband vertritt in Niedersachsen und Bremen die Interessen von Menschen mit Behinderungen, chronischen Erkrankungen und sozialen Benachteiligungen sowie Rentner. Ihm gehören derzeit (2023) über 100.000 Mitglieder an. Der Verband ist politisch unabhängig und verfolgt das Ziel, soziale Gerechtigkeit zu fördern.

## Geschichte und Leitung
Nach dem Zweiten Weltkrieg wurde der Verband der Kriegs- und Wehrdienstopfer, Behinderten und Rentner im Jahr 1949 als Landesverband in Oldenburg gegründet.
Sein Hauptziel war die Wiedereingliederung von Kriegshinterbliebenen in das soziale Leben. Daraus ergab sich auch der Name: „Verband der Kriegs- und Wehrdienstopfer, Behinderten und Rentner“. Im Laufe der Jahre änderte sich das Tätigkeitsfeld: Aktuelle Themen wie Schwerbehinderung
oder Rente bei Erwerbsminderung kamen hinzu. Mit einer Neuausrichtung auf die Belange breiter Bevölkerungsgruppen bot der VdK nun allen Bürgerinnen und Bürgern sozialrechtliche Beratung und Vertretung vor Gerichten an. So entwickelte er sich zu einem modernen Verband für jüngere und ältere Menschen mit Behinderung, chronisch Kranke, Rentner und Arbeitnehmer. Im Jahr 1995 wurde der Name deshalb zu „Sozialverband VdK“ erweitert. Die Abkürzung VdK wurde als eingeführtes Markenzeichen und als Hinweis auf die geschichtliche Entwicklung beibehalten.
Die VdK Niedersachsen hatte folgende Vorsitzende:
- 1949–1970: Georg Niemeyer
- 1970–1984: Paul Friedrich
- 1984–1998: Karl Heinz Lasrich
- 1998–2008: Manfred Hüniken
- 2008–2016: Ute Brandt
- Mai bis November 2016: Rolf Reinemann[3]
- seit Juni 2017: Friedrich Stubbe[4]

Im Mai 2016 wurde Reinemann zum Vorsitzenden gewählt. Er trat jedoch bereits im November 2016 nach Differenzen über die künftige Strategie des Verbandes zurück.
Auf der Landesverbandskonferenz des Sozialverbands VdK Niedersachsen-Bremen wurde am 15. Juni 2017 Friedrich Stubbe zum neuen Landesverbandsvorsitzenden gewählt. Die kommissarische Leitung des VdK übernahm er ab November 2016 nach dem Rücktritt von Rolf Reinemann. Stubbe ist zudem auch Vorsitzender des VdK-Bundesausschusses. Der Bundesausschuss ist nach dem Präsidium das höchste Gremium im VdK.

## Struktur und Aufgaben
Der Sozialverband Niedersachsen-Bremen ist föderal organisiert. Er ist gegliedert in:
- Landesverband mit Sitz in Oldenburg
- 33 Kreisverbände
- 250 Ortsverbände

Die Verbandsmitglieder entsenden alle vier Jahre über ihre Kreisverbände Delegierte, die beim Landesverbandstag über Grundsatz- und Organisationsfragen entscheiden. Dort werden turnusgemäß die Vertreter des Landesverbandsvorstandes und Landesverbandsausschusses gewählt. Zu den Aufgaben der Ortsverbände gehört unter anderem auch das Verbandsleben mit gemeinsamen Ausflügen und Feiern. Die Kreisverbände beraten die Mitglieder in allen sozialrechtlichen Fragen. Der Landesverband bietet Arbeitstagungen und Ehrenamtsseminare an. Außerdem vertritt er die Mitgliederinteressen gegenüber der Politik, Wirtschaft und Gesellschaft.
Als gemeinnützige, überparteiliche und unabhängige Selbsthilfeorganisation finanziert der VdK seine Arbeit über Mitgliedsbeiträge und Spenden. Der Sozialverband unterhält in Niedersachsen und Bremen 26 Kreisgeschäftsstellen. Es gibt über 2000 ehrenamtliche Mitarbeiterinnen und Mitarbeiter, die für die Mitglieder erste Ansprechpartner sind.

### Aufgaben und Tätigkeitsbereiche
Der Sozialverband VdK Niedersachsen-Bremen bietet seinen Mitgliedern eine Reihe von Dienstleistungen an. Dazu gehören Beratung und Unterstützung bei Fragen zu Sozialleistungen, Rentenansprüchen, Schwerbehindertenrecht und Rehabilitation. Der Verband vertritt seine Mitglieder vor Gericht sowie Behörden und setzt sich für ihre sozialen und rechtlichen Interessen ein. Darüber hinaus engagiert sich der Sozialverband für die gesellschaftliche Teilhabe und Integration von Menschen mit Behinderungen. Er setzt sich für barrierefreie Zugänge, Chancengleichheit und Inklusion ein. Dazu organisiert der Verband Veranstaltungen, Seminare und Informationsveranstaltungen.

### Rechtsberatung
Der Sozialverband bietet seinen Mitgliedern Beratung und Unterstützung in sozialrechtlichen Angelegenheiten. Schwerpunkte liegen auf dem Sozialhilferecht, Soziales Entschädigungsrecht, Behindertenrecht, Arbeitslosenversicherung, Rentenversicherung, Unfallversicherung, Krankenversicherung und Pflegeversicherung.

### Publikationsorgan
Die VdK-Zeitung erscheint monatlich mit einer Auflage von 1,7 Millionen Exemplaren bundesweit bzw. mit einer Landesausgabe Niedersachsen-Bremen von rund 72.000 Exemplaren.